# Bộ công cụ Biên dịch Google
Bộ công cụ Biên dịch Google (Google Translator Toolkit) là một ứng dụng web được thiết kế để hỗ trợ dịch giả chỉnh sửa các văn bản được dịch tự động bởi Google Translate. Sử dụng bộ công cụ, dịch giả có thể quản lý các bản dịch, chia sẻ bảng thuật ngữ và cơ sở ngữ liệu. Họ có thể tải lên và dịch các loại tài liệu khác nhau như Microsoft Word, OpenOffice.org, RTF, HTML và các bài viết Wikipedia. Từ ngày 4 tháng 12 năm 2019, Bộ công cụ biên dịch Google dừng hoạt động.
Bộ công cụ biên dịch được hậu thuẫn bởi Google Translate. Người dùng có thể cấu hình để Google Translate tự động dịch trước các tài liệu tải lên.
Google tuyên bố rằng Bộ công cụ biên dịch là một phần của "nỗ lực làm cho thông tin có thể truy cập toàn cầu thông qua dịch thuật" và "giúp dịch giả dịch tốt và nhanh hơn bằng cách chia sẻ cơ sở ngữ liệu dịch thuật và áp dụng những công nghệ dịch thuật mới." Bộ công cụ hướng tới nhóm người dùng là những người dịch bài viết trên Wikipedia hoặc các tài liệu cho các tổ chức phi chính phủ. Tuy nhiên, ngày nay ứng dụng càng được dùng rộng rãi hơn trong các dự án biên dịch thương mại.

Bộ công cụ biên dịch được phát hành bởi Google Inc vào ngày 08 tháng Sáu, năm 2009. Lúc đầu, Goolge thông báo đặt tên ứng dụng là Trung tâm Dịch thuật Google (Google Translation Center). Tuy nhiên, do người dùng không quá mặn mà nên Google điều chỉnh lại quy mô của sản phẩm. Thay vì được phát triển thành một gói sản phẩm quản lý toàn bộ quy trình dịch thuật, Bộ công cụ biên dịch Google chỉ dừng lại ở vai trò là một công cụ hỗ trợ dịch cá nhân.
1. ↑  "Google Translator Toolkit Has Shut Down". Google. Truy cập ngày 5 tháng 12 năm 2019.